# Chuma Okeke
Pour les articles homonymes, voir Okeke.
Chukwuma Julian « Chuma » Okeke, né le 18 août 1998 à Atlanta dans l'État de Géorgie, est un joueur de basket-ball américain évoluant au poste d'ailier fort et mesurant 1,98 m.

## Biographie

### Carrière universitaire
Fin mars 2019, il est victime d'une rupture des ligaments croisés durant la March Madness.

### Carrière professionnelle

#### Magic d'Orlando (2020-2024)
Lors de la draft NBA 2019, il est drafté en 16e position par le Magic d'Orlando malgré le fait qu'il sera indisponible durant une grande partie de la prochaine saison.
Le 23 septembre 2019, le Magic d'Orlando annonce qu'il ne signera Okeke qu'à partir de la saison 2020-2021 en raison de sa blessure. De ce fait, il sera officiellement rookie qu'à partir de cette période et pourra bénéficier du même salaire que le 16e choix de la draft 2020, celui-ci étant prévu à la hausse par rapport à celui de l'année précédente.
Le 16 novembre 2020, le Magic d'Orlando officialise la signature d'Okeke, sans dévoiler les termes du contrat.

#### 76ers de Philadelphie (2025)
Il signe un contrat de 10 jours avec les 76ers de Philadelphie en février 2025 mais ne joue pas avec la franchise durant la période.

#### Cavaliers de Cleveland (2025)
Début avril 2025, il s'engage jusqu'à la fin de saison avec les Cavaliers de Cleveland, leaders de la conférence Est.

#### Real Madrid (depuis 2025)
Fin juillet 2025, Okeke quitte la NBA pour le Real Madrid et y signe un contrat de deux ans.

## Statistiques

### Universitaires
| Saison    | Équipe   | Matchs | Titul. | Min./m | % Tir | % 3pts | % LF | Rbds/m. | Pass/m. | Int/m. | Ctr/m. | Pts/m. |
| --------- | -------- | ------ | ------ | ------ | ----- | ------ | ---- | ------- | ------- | ------ | ------ | ------ |
| 2017-2018 | Auburn   | 34     | 0      | 21,6   | 45,8  | 39,1   | 67,3 | 5,80    | 1,10    | 0,70   | 0,70   | 7,50   |
| 2018-2019 | Auburn   | 38     | 38     | 29,1   | 49,6  | 38,7   | 72,2 | 6,80    | 1,90    | 1,80   | 1,20   | 12,00  |
| Carrière  | Carrière | 72     | 38     | 25,5   | 48,1  | 38,9   | 70,3 | 6,30    | 1,50    | 1,30   | 1,00   | 9,90   |

### Professionnelles

#### Saison régulière
| Saison    | Équipe   | Matchs | Titul. | Min./m | % Tir | % 3pts | % LF | Rbds/m. | Pass/m. | Int/m. | Ctr/m. | Pts/m. |
| --------- | -------- | ------ | ------ | ------ | ----- | ------ | ---- | ------- | ------- | ------ | ------ | ------ |
| 2020-2021 | Orlando  | 45     | 19     | 25,2   | 41,7  | 34,8   | 75,0 | 4,00    | 2,20    | 1,10   | 0,50   | 7,80   |
| 2021-2022 | Orlando  | 70     | 20     | 25,0   | 37,6  | 31,8   | 84,6 | 5,00    | 1,70    | 1,40   | 0,60   | 8,60   |
| 2022-2023 | Orlando  | 27     | 8      | 19,2   | 35,2  | 30,2   | 76,2 | 3,60    | 1,40    | 0,70   | 0,40   | 4,70   |
| Carrière  | Carrière | 142    | 47     | 23,9   | 38,6  | 32,3   | 80,2 | 4,40    | 1,80    | 1,20   | 0,50   | 7,60   |

## Records sur une rencontre en NBA
Les records personnels de Chuma Okeke en NBA sont les suivants, :
| Type de statistique        | Saison régulière | Saison régulière          | Saison régulière |
| Type de statistique        | Record           | Adversaire                | Date             |
| -------------------------- | ---------------- | ------------------------- | ---------------- |
| Points                     | 26               | Rockets de Houston        | 25 février 2022  |
| Paniers marqués            | 9                | 2 fois                    | 2 fois           |
| Paniers tentés             | 17               | 2 fois                    | 2 fois           |
| Paniers à 3 points réussis | 6                | @ 76ers de Philadelphie   | 19 janvier 2022  |
| Paniers à 3 points tentés  | 12               | Heat de Miami             | 10 avril 2022    |
| Lancers francs réussis     | 5                | Warriors de Golden State  | 3 novembre 2022  |
| Lancers francs tentés      | 6                | 2 fois                    | 2 fois           |
| Rebonds offensifs          | 7                | Thunder d'Oklahoma City   | 19 mars 2025     |
| Rebonds défensifs          | 10               | @ Hornets de Charlotte    | 14 janvier 2022  |
| Rebonds totaux             | 15               | @ Thunder d'Oklahoma City | 19 mars 2025     |
| Passes décisives           | 7                | Pacers de l'Indiana       | 9 avril 2021     |
| Interceptions              | 6                | 2 fois                    | 2 fois           |
| Contres                    | 3                | 4 fois                    | 4 fois           |
| Balles perdues             | 4                | Hawks d'Atlanta           | 15 décembre 2021 |
| Minutes jouées             | 39               | @ Nuggets de Denver       | 4 avril 2021     |

- Double-double : 4
- Triple-double : 0

Dernière mise à jour : 19 mars 2025